# Plasmoide

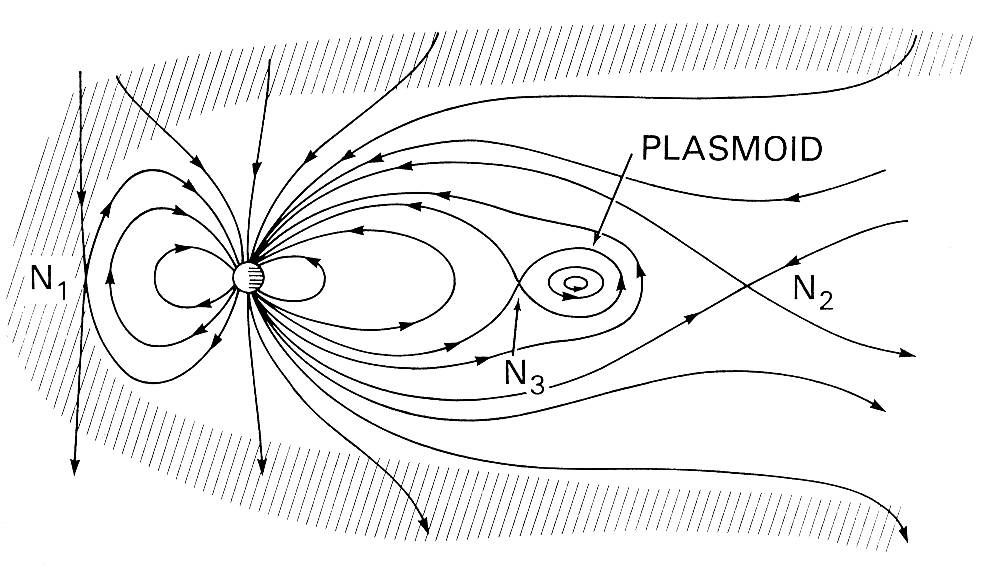
Plasmoide natural produzido próximo ao rabo magnético terrestre.

Um plasmoide é uma estrutura coerente de plasma e campos magnéticos. Plasmoides foram propostos para explicar fenômenos naturais tais como raios globulares, bolhas magnéticas na magnetosfera, e objetos em rabos de cometas, no vento solar, na atmosfera solar, e na camada heliosférica difusa.